# Topeliopsis kantvilasii
Topeliopsis kantvilasii är en lavart som beskrevs av Mangold & Lumbsch. Topeliopsis kantvilasii ingår i släktet Topeliopsis och familjen Graphidaceae.   Inga underarter finns listade i Catalogue of Life.